# Rheinfähre Langst–Kaiserswerth
Die Rheinfähre Langst–Kaiserswerth ist eine Autofährverbindung über den Rhein auf Höhe von Rheinkilometer 755, nördlich von Düsseldorf. Die Fähre verkehrt zwischen dem linksrheinischen Ort Langst-Kierst (zu Meerbusch) und dem rechtsrheinischen Kaiserswerth (zu Düsseldorf).

## Geschichte
Eine regelmäßig verkehrende Fähre über den Rhein bei Kaiserswerth gab es wahrscheinlich bereits seit dem Mittelalter, als Kaiserswerth noch Königs- bzw. Kaisersitz und eine der wichtigsten Städte entlang des Niederrheines war. Zur Überwachung des Schiffsverkehrs auf dem Rhein und zur Kassierung des Zolls verfügte die Stadt über Kontrollstellen an beiden Ufern.
Ursprünglich handelte es sich bei den Fährschiffen um einfache Schalden, kleine Ruderkähne. Diese transportierten Personen und verschiedene Waren, z. B. Kalk aus dem Bergischen Land als wichtiger Baustoff oder in der Gegenrichtung Obst und Gemüse vom Niederrhein. Auch Treidelpferde, die die Schiffe vom Ufer aus den Rhein hinauf zogen, wurden hier übergesetzt.
Ab 1825 wurden Gierponte eingesetzt. Da es aber immer wieder vorkam, dass Schiffe am Gierseil hängenblieben und hierdurch die Fahrt gestört wurde, wechselte man schließlich in den 1950er-Jahren auf frei fahrende Motorschiffe mit Dieselmotor.
In den späten 1960er-Jahren wurde die Fährverbindung vom Familienunternehmen Schäfer übernommen, die diese bis heute, inzwischen in zweiter Generation, aufrechterhält.
Einen erheblichen Einschnitt stellte für die Fähre Langst–Kaiserswerth der Bau der nur etwa 3 km stromaufwärts gelegenen Flughafenbrücke im Jahr 2001/2002 dar. Zuvor war die Fähre eine wichtige Abkürzung für viele Berufspendler gewesen; mit Eröffnung der Brücke nahm das Verkehrsaufkommen stark ab. Heute nutzen deutlich weniger Berufstätige und Schüler der Kaiserswerther Gymnasien regelmäßig an Werktagen die Fähre. Den größten Anteil an den Fahrgästen machen Touristen und Ausflügler aus; entsprechend ist die Fähre vor allem an Sonn- und Feiertagen bei schönem Wetter stark frequentiert.

## Betriebszeiten
Die Fähre verkehrt – außer während der Betriebspausen (siehe unten) – werktags ab morgens um 7 Uhr, sonn- und feiertags ab 9 Uhr bis abends um 19 oder 20 Uhr. Die Fähre pendelt nach Bedarf.
Jedes Jahr im Juli, während der Düsseldorfer Rheinkirmes, wird das Fährschiff Michaela II gemeinsam mit der Personenfähre Maria-Franziska für eine Woche als „Kirmesfähre“ zwischen der Düsseldorfer Altstadt und der Kirmeswiese im linksrheinischen Stadtteil Oberkassel eingesetzt. Der Fährbetrieb zwischen Langst und Kaiserswerth pausiert in dieser Zeit.
Im Winter, von kurz vor Weihnachten bis Anfang Februar, stellt die Fähre den Betrieb ein. Auch Hochwasser oder Eisgang stören im Winterhalbjahr gelegentlich den Betrieb.

## Fährschiff
Siehe auch Infobox rechts
Das aktuell eingesetzte Fährschiff ist die Michaela II, in Betrieb seit 1993. Es handelt sich um eine typische Fluss-Autofähre mit geringem Tiefgang, ausgeführt als offene Doppelendfähre. Auf dem offenen Deck haben bis zu 17 PKW Platz, daneben bis zu 250 Personen. Das Schiff verfügt als Antrieb über zwei Hauptmotoren und einen Reservemotor mit einer Leistung von insgesamt 516 PS.
Im Winter 2012/2013 wurden die Motoren des Fährschiffs überholt und ertüchtigt.